# Clítico
Un clítico es un elemento gramatical que se escribe como una palabra o partícula átona independiente, pero que en realidad se pronuncia como parte de la palabra anterior o siguiente. Muestra un comportamiento intermedio entre el de un morfema ligado y una palabra. En otras palabras, sintácticamente tiene un comportamiento más similar a las palabras, pero fonológicamente no es independiente de otras palabras adyacentes.
Un clítico no puede aparecer como respuesta aislada a una pregunta, aunque admite la interposición con la palabra a la cual es enclítico. Un elemento gramatical es enclítico del adyacente del cual fonológicamente forma parte.

## Clasificación de los clíticos
Los clíticos se clasifican en varias categorías según su posición en relación con la palabra con la que se conectan.
Enclisis: Es un fenómeno gramatical que se define por ser una unión prosódica de una o más palabras inacentuadas con la tónica que las precede, es decir, aparece después de su dirigente. Ej: Dáselo.
Ejemplos en otras lenguas:
- Latín: Senatus Populusque Romanus

"Senado y pueblo romano" = "El Senado y el pueblo de Roma"
- Griego antiguo: ánthrōpoí (te) theoí te

"gente (y) dioses y" = "(tanto) hombres como dioses"
- Sánscrito: naro gajaś 'ca' नरो गजश्च 'es decir, "naraḥ gajaḥ ca" "नरः गजः च" con sandhi,::: "el hombre el elefante y" = "el hombre y el elefante"

- Sánscrito: Namaste <namaḥ + te, (Devanagari: नमः + ते = नमस्ते), con sandhi cambiar namaḥ> namas.

"inclinándote ante ti"
- Checo: Nevím, chtělo-li by se mi si to tam však také vyzkoušet.

"Sin embargo (však), no sé (nevím), si (-li) querría (por) (chtělo se) probar (vyzkoušet si) me (mi) allí (tam) también (llevar)." (= Sin embargo, no estoy seguro de si me gustaría probarlo allí también).
- Tamil: idhu en poo = இது என் பூ (Esta es mi flor). Con enclítico vē, que indica certeza, esta oración se convierte en

idhu en poovē = இது என் பூவே (Esta es ciertamente mi flor)
- Telugu: idi nā puvvu = ఇది నా పువ్వు (Esta es mi flor). Con enclítico ē, que indica certeza, esta oración se convierte en

Idi nā puvvē = ఇది నా పువ్వే (Esta es ciertamente mi flor)
- Estonio: Rahagagi vaene significa "Pobre incluso teniendo dinero". gi enclítico con el caso comitativo se convierte "con / tener algo" en "incluso con / tener algo". Sin el enclítico, el dicho sería "rahaga vaene", lo que significaría que el predicado es "pobre, pero tiene dinero" (en comparación con "pobre aunque tenga dinero", tener dinero no hará una diferencia si el predicado es pobre O no). Se considera un error gramatical convertir el enclítico en mesoclítico.

Proclisis: Es un fenómeno gramatical que se define por ser una unión prosódica de una o más palabras inacentuadas o átonas con la tónica que las sigue. Ej: Yo le dije.
Mesoclisis: La mesoclisis es un fenómeno gramatical que forma un mesoclítico entre el tallo de una palabra y otros afijos. Por ejemplo, en portugués, conquistar-se-á ("será conquistado"), dá-lo-ei ("Yo se lo daré"), matá-la-ia ("él / ella / la mataría" ). Estos se encuentran con mucha más frecuencia en la escritura que en el habla. Incluso es posible usar dos pronombres dentro del verbo, como en dar-no-lo-á ("él / ella / él nos lo dará"), o dar-ta-ei (ta = te + a, " Yo te lo daré "). Como en otras lenguas romances occidentales, el tiempo futuro sintético portugués proviene de la fusión del infinitivo y las correspondientes formas finitas del verbo haver (del latín habēre), lo que explica la posibilidad de separarlo del infinitivo. 
Endoclisis: La endoclisis es un fenómeno que forma un endoclítico, éste divide la raíz y se inserta entre las dos piezas. Los endoclíticos desafían la hipótesis de integridad léxica (o la hipótesis lexicalista) y por eso se creyó imposible durante mucho tiempo. Sin embargo, la evidencia del idioma udí sugiere que existen. Los endoclíticos también se encuentran en pastún y se informa que existen en Degema.[cita requerida]

## Propiedades
Algunos clíticos pueden entenderse como elementos que atraviesan un proceso histórico de gramaticalización:
elemento léxico → clítico → afijo 
Según este modelo de Judith Klavans, un ítem léxico autónomo en un contexto particular pierde las propiedades de una palabra totalmente independiente con el tiempo y adquiere las propiedades de un afijo morfológico (prefijo, sufijo, infijo, etc.). En cualquier etapa intermedia de este proceso evolutivo, el elemento en cuestión puede describirse como un clítico. Como resultado, este término termina aplicándose a una clase de elementos muy heterogénea, presentando diferentes combinaciones de propiedades similares a palabras y afijos. 

### Prosodia
Una característica compartida por muchos clíticos es la falta de independencia prosódica. Un clítico se adhiere a una palabra adyacente, conocida como su dirigente. Las convenciones ortográficas tratan a los clíticos de diferentes maneras: algunas se escriben como palabras separadas, otras se escriben como una sola palabra con sus dirigentes y otras se adjuntan a sus dirigentes, pero se destacan por puntuación (un guion o un apóstrofe, por ejemplo).

### Comparación con afijos
Aunque el término «clítico» se puede utilizar de forma descriptiva para referirse a cualquier elemento cuyo estado gramatical se encuentre en algún lugar entre una palabra típica y un afijo típico, los lingüistas han propuesto varias definiciones de «clítico» como término técnico. Un enfoque común es tratar a los clíticos como palabras que son prosódicamente deficientes: no pueden aparecer sin un dirigente, y solo pueden formar una unidad acentual en combinación con su dirigente. El término «clítico postlexical» se usa para este sentido más estrecho del término. 
Dada esta definición básica, se necesitan más criterios para establecer una línea divisoria entre clíticos postlexicales y afijos morfológicos, ya que ambos se caracterizan por una falta de autonomía prosódica. No existe un límite natural y bien definido entre las dos categorías, ya que, desde un punto de vista histórico, una forma determinada puede moverse gradualmente de una a otra por morfologización. Sin embargo, al identificar grupos de propiedades observables que están asociadas con ejemplos centrales de clíticos por un lado, y ejemplos centrales de afijos por el otro, se puede seleccionar una batería de pruebas que proporcionan una base empírica para una distinción clítico / afijo. 
Un afijo se une sintáctica y fonológicamente a un morfema base de una parte limitada del habla, como un verbo, para formar una nueva palabra. Un clítico funciona sintácticamente por encima del nivel de la palabra, en el nivel de la frase o cláusula, y se adjunta solo fonéticamente a la primera, última o única palabra de la frase o cláusula, cualquiera que sea la parte del discurso a la que pertenece la palabra. Los resultados de la aplicación de estos criterios a veces revelan que los elementos que tradicionalmente se han llamado "clíticos" en realidad tienen el estado de afijos (por ejemplo, los clíticos pronominales romances que se analizan a continuación).
Zwicky y Pullum postularon cinco características que distinguen a los clíticos de los afijos:
1. Los clíticos no seleccionan a sus anfitriones. Es decir, son "promiscuos", adjuntos a cualquier palabra que se encuentre en el lugar correcto. Los afijos seleccionan su dirigente: solo se adjuntan a la palabra a la que están conectados semánticamente y, por lo general, se adjuntan a una parte particular del discurso.
2. Los clíticos no presentan huecos arbitrarios. Los afijos, por otro lado, a menudo se lexicalizan y pueden simplemente no aparecer con ciertas palabras. (Los plurales en inglés, por ejemplo, no aparecen con child).
3. Los clíticos no presentan idiosincrasias morfofonológicas. Es decir, siguen las reglas morfofonológicas del resto de la lengua. Los aditamentos pueden ser irregulares a este respecto.
4. Los clíticos no exhiben idiosincrasias semánticas. Es decir, el significado de la frase más clítico es predecible a partir de los significados de la frase y el clítico. Los afijos pueden tener significados irregulares.
5. Los clíticos pueden adherirse a material que ya contiene clíticos (y afijos). Los afijos pueden adherirse a otros afijos, pero no a material que contenga clíticos.

Un ejemplo de análisis diferentes de diferentes lingüistas es la discusión de los marcadores posesivos no pronominales en inglés. Algunos lingüistas lo tratan como un afijo, mientras que otros lo tratan como un clítico especial.

### Comparación con palabras
De manera similar a la discusión anterior, los clíticos deben distinguirse de las palabras. Los lingüistas han propuesto una serie de pruebas para diferenciar entre las dos categorías. Algunas pruebas, específicamente, se basan en el entendimiento de que cuando se comparan los dos, los clíticos se parecen a los afijos, mientras que las palabras se parecen a las frases sintácticas. Los clíticos y las palabras se asemejan a categorías diferentes, en el sentido de que comparten ciertas propiedades. A continuación se describen seis de estas pruebas. Estas, por supuesto, no son las únicas formas de diferenciar entre palabras y clíticos.
1. Si un morfema está ligado a una palabra y nunca puede ocurrir en completo aislamiento, entonces es probable que sea un clítico. Por el contrario, una palabra no está limitada y puede aparecer por sí sola.
2. Si la adición de un morfema a una palabra impide una mayor afijación, es probable que sea un clítico.
3. Si un morfema se combina con palabras sueltas para transmitir un mayor grado de significado, es probable que sea un clítico. Una palabra se combina con un grupo de palabras o frases para denotar un significado adicional.
4. Si un morfema debe estar en cierto orden con respecto a otros morfemas dentro de la construcción, entonces es probable que sea un clítico. Las palabras independientes disfrutan de un orden libre con respecto a otras palabras, dentro de los límites del orden de las palabras del idioma.
5. Si el comportamiento permisible de un morfema está determinado por un principio, es probable que sea un clítico. Por ejemplo, "a" precede a los sustantivos indefinidos en inglés. Las palabras rara vez pueden describirse con una de esas descripciones.
6. En general, las palabras son morfológicamente más complejas que los clíticos. Los clíticos rara vez se componen de más de un morfema.

### Orden de las palabras
Los clíticos no siempre aparecen junto a la palabra o frase con la que están asociados gramaticalmente. Pueden estar sujetos a restricciones de orden de palabras globales que actúan en toda la oración. Muchas lenguas indoeuropeas, por ejemplo, obedecen la ley de Wackernagel (llamada así por Jacob Wackernagel), que requiere que los clíticos oracionales aparezcan en "segunda posición", después de la primera frase sintáctica o la primera palabra acentuada en una cláusula:
- El latín tenía tres enclíticos que aparecían en la segunda o tercera posición de una cláusula: enim 'de hecho, para', autem 'pero, además', vero 'sin embargo'. Por ejemplo, quis enim potest negare? (literalmente «¿Quién puede negar [sus riquezas]?», Marcial, epigrama LXIV). Spevak (2010) informa que en su corpus de César, Cicerón y Salustio, estas tres palabras aparecen en tal posición en el 100% de los casos.

## Características de los clíticos
Los clíticos suelen presentar una serie de rasgos peculiares:
1. Son dependientes sintáctica y fonológicamente pero son morfológicamente libres.
2. Aparecen a nivel de sintagma o de oración.
3. No pueden aparecer aisladamente en el discurso sin estar ligados a otra palabra o elemento.
4. Frecuentemente tienen un significado gramatical más que léxico.
5. Pertenecen a una clase cerrada del lexicón, como los pronombres, las preposiciones, los verbos auxiliares y las conjunciones.
6. Normalmente se colocan en la separación de otras palabras, más allá del alcance de los afijos de derivación y flexión.
7. Muchas veces pueden funcionar con varios tipos de categorías sintácticas, a diferencia de los morfemas ligados.
8. Fonológicamente son inacentuados.

## Clíticos en español
En español son clíticos los  pronombres la, lo, le, los, las, les (que señalan objeto directo o indirecto pronominal de tercera persona), entre otros. En el análisis generativo se ha propuesto que los sintagmas con un clítico al frente son sintagmas determinantes (notación abreviada: SD) más que sintagmas nominales (notación abreviada: SN), ya que es el clítico el que debe considerarse núcleo sintáctico de dicho sintagma. La línea inferior del siguiente ejemplo muestra que un clítico puede aparecer como único formante de un sintagma:
- Cómete [la manzana]SD
- Cómete[la]SD